# إيفان راكيتيتش
إيفان راكيتيش (بالكرواتية: Ivan Rakitić)؛ المولود (10 مارس 1988) لاعب كرة قدم كرواتي سابق كان يلعب في مركز الوسط.
بدأ راكيتيتش مسيرته الكروية مع نادي بازل السويسري وأمضى موسمين معهم قبل أن يوقع مع النادي الألماني شالكه 04. وبعد إمضائه ثلاث مواسم ونصف في الدوري الألماني، وقع مع نادي إشبيلية في يناير من عام 2011. وأصبح بعدها بعامين قائد الفريق وفاز معهم بالدوري الأوروبي. وفي يونيو 2014، وصل ناديا برشلونة وإشبيلية إلى اتفاق حول انتقال راكيتيتش إلى صفوف النادي الكتلوني.
وفي موسمه الأول مع البارسا، حقق الكرواتي الثلاثية ضامنًا دوري الأبطال والليغا وكأس الملك. وسجل الهدف الأول في نهائي دوري الأبطال 2015. وأصبح بذلك أول لاعب يفوز بدوري أبطال أوروبا بعد عام واحد من فوزه بالدوري الأوروبي مع فريق آخر. وبعد لعبه لأكثر من 300 مباراة مع برشلونة وحصده لثلاثة عشر لقبًا، عاد راكيتيتش لإشبيلية في أغسطس 2020 قبل أن يننقل لنادي الشباب السعودي في يناير 2024.
وعلى الصعيد الدولي يلعب راكيتيتش للمنتخب الكرواتي. مع أنه مثّل سويسرا في الفئات العمرية الصغيرة، إلا أنه اختار تمثيل دولة والدَيْه في مسيرته الدولية. لعب أول مباراة له مع المنتخب الكرواتي عام 2006 ولعب معهم في يورو 2008 ويورو 2012 وكأس العالم 2014 ويورو 2016 وكأس العالم 2018 الذي وصلت فيه كرواتيا إلى النهائي. أعلن راكيتيتش اعتزاله الدولي في سبتمبر 2020 بعد أن مثّل المنتخب الكرواتي في 106 مناسبة، ما جعله رابع لاعب مشاركةً مع المنتخب الكرواتي وقتَ اعتزاله.

## مسيرته الكروية

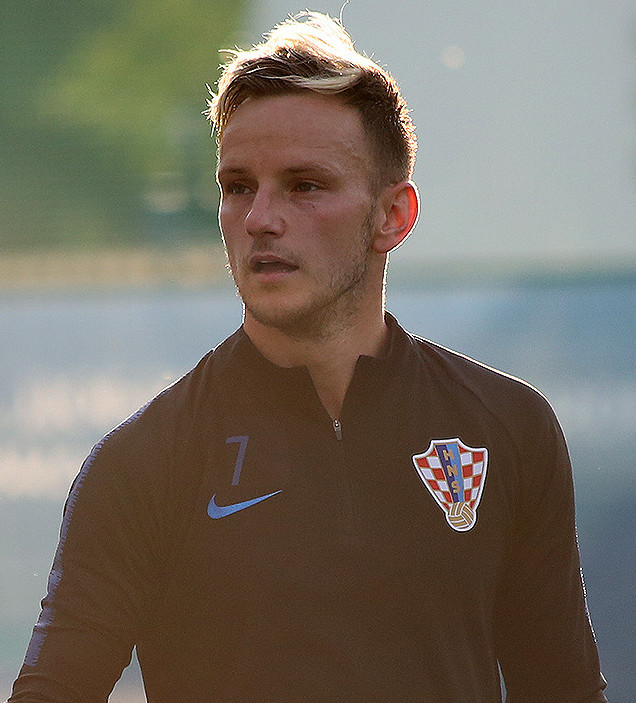
إيفان راكيتيتش يتدرب مع كرواتيا في كأس العالم 2018

### بازل
أول ظهور كان عام 2005 يونيو في نادي بازل السويسري ولعب معهم حتى عام 2007، وشارك معهم في 34 مباراة وسجل 11 هدف.

### شالكه
ثم انتقل إلى نادي شالكه 04 الإلماني وقد سجل 28 هدفًا في 70 مباراة شارك فيها.

### إشبيلية
وانتقل عام 2011 إلى نادي إشبيلية الأسباني، وخاض معهم 117 مباراة وسجل 27 هدفاً.

### برشلونة
ثم انتقل في يونيو 2014 إلى نادي برشلونة الإسباني بمبلغ 18 مليون يورو ولعب وسجل في أول موسم له 9 أهداف في 42 مباراة في جميع المسابقات وأبرز أهدافه هو هدفه على جوفنتوس في نهائي دوري أبطال أوروبا 2015 في الملعب الاولمبي في برلين وفاز مع برشلونة في الخماسية موسم 2014–15 (الدوري الأسباني وكأس ملك إسبانيا ودوري أبطال أوروبا وكأس السوبر الأوروبي 2015).

### العودة إلى إشبيلية
في 1 سبتمبر 2020 انتقل راكيتيتش إلى إشبيلية بعد 6 سنوات قضاها في برشلونة.

## مسيرته الدولية
بدأ باللعب مع منتخب كرواتيا لكرة القدم منذ عام 2007، وشارك في بطولة أمم أوروبا 2008 وبطولة أمم أوروبا 2012 وبطولة أمم أوروبا 2016 وكأس العالم 2010 وكأس العالم 2014 وكأس العالم 2018 وشارك في بلوغ منتخب كرواتيا لنهائي كأس العالم 2018 في روسيا وخسارة المباراة النهائية أمام فرنسا بنتيجة 4-2.

## الإحصائيات

### النادي
آخر تحديث 5 أبريل 2018.
| النادي   | الموسم   | الدوري               | الدوري | الدوري  | الكأس  | الكأس   | أوروبا | أوروبا  | أخرى   | أخرى    | المجموع | المجموع |
| النادي   | الموسم   | الدرجة               | الظهور | الأهداف | الظهور | الأهداف | الظهور | الأهداف | الظهور | الأهداف | الظهور  | الأهداف |
| -------- | -------- | -------------------- | ------ | ------- | ------ | ------- | ------ | ------- | ------ | ------- | ------- | ------- |
| بازل     | 2005–06  | دوري السوبر السويسري | 1      | 0       | 1      | 0       | 1      | 0       | –      | –       | 3       | 0       |
| بازل     | 2006–07  | دوري السوبر السويسري | 33     | 11      | 5      | 0       | 5      | 0       | –      | –       | 43      | 11      |
| بازل     | المجموع  | المجموع              | 34     | 11      | 6      | 0       | 6      | 0       | –      | –       | 46      | 11      |
| شالكه    | 2007–08  | الدوري الألماني      | 29     | 3       | 3      | 1       | 7      | 0       | 3      | 0       | 42      | 4       |
| شالكه    | 2008–09  | الدوري الألماني      | 23     | 1       | 4      | 1       | 7      | 1       | –      | –       | 34      | 3       |
| شالكه    | 2009–10  | الدوري الألماني      | 29     | 7       | 4      | 0       | –      | –       | –      | –       | 33      | 7       |
| شالكه    | 2010–11  | الدوري الألماني      | 16     | 1       | 4      | 1       | 5      | 0       | 1      | 0       | 26      | 2       |
| شالكه    | المجموع  | المجموع              | 97     | 12      | 15     | 3       | 19     | 1       | 4      | 0       | 135     | 16      |
| إشبيلية  | 2010–11  | الدوري الإسباني      | 13     | 6       | 1      | 0       | 2      | 0       | –      | –       | 16      | 6       |
| إشبيلية  | 2011–12  | الدوري الإسباني      | 36     | 0       | 3      | 1       | 0      | 0       | –      | –       | 39      | 1       |
| إشبيلية  | 2012–13  | الدوري الإسباني      | 34     | 9       | 8      | 3       | –      | –       | –      | –       | 42      | 12      |
| إشبيلية  | 2013–14  | الدوري الإسباني      | 34     | 12      | 0      | 0       | 18     | 3       | –      | –       | 52      | 15      |
| إشبيلية  | المجموع  | المجموع              | 117    | 27      | 12     | 4       | 20     | 3       | –      | –       | 149     | 34      |
| برشلونة  | 2014–15  | الدوري الإسباني      | 32     | 5       | 7      | 1       | 12     | 2       | –      | –       | 51      | 8       |
| برشلونة  | 2015–16  | الدوري الإسباني      | 36     | 7       | 6      | 0       | 10     | 2       | 5      | 0       | 57      | 9       |
| برشلونة  | 2016–17  | الدوري الإسباني      | 32     | 8       | 8      | 1       | 9      | 0       | 2      | 0       | 51      | 9       |
| برشلونة  | 2017–18  | الدوري الإسباني      | 29     | 1       | 7      | 2       | 9      | 1       | 2      | 0       | 47      | 4       |
| برشلونة  | المجموع  | المجموع              | 129    | 21      | 28     | 4       | 40     | 5       | 9      | 0       | 206     | 30      |
| الإجمالي | الإجمالي | الإجمالي             | 377    | 71      | 62     | 11      | 85     | 9       | 13     | 0       | 537     | 91      |

ملاحظات
1. 1 2 3 4 5 6  جميع المباريات في دوري أبطال أوروبا
2. ↑  جميع المباريات في كأس الدوري الألماني
3. ↑  مباراتين في دوري أبطال أوروبا، خمس مباريات وهدف واحد في الدوري الأوروبي.
4. ↑  جميع المباريات كأس السوبر الألماني
5. ↑  مباراتين في كأس السوبر الإسباني، مباراة واحدة في كأس السوبر الأوروبي، مباراتين في كأس العالم للأندية.
6. 1 2  جميع المباريات في كأس السوبر الإسباني

### المنتخب
آخر تحديث 27 مارس 2018.
| 2007    | 5  | 1  |
| 2008    | 11 | 4  |
| 2009    | 8  | 2  |
| 2010    | 8  | 1  |
| 2011    | 6  | 0  |
| 2012    | 10 | 1  |
| 2013    | 11 | 0  |
| 2014    | 10 | 0  |
| 2015    | 6  | 1  |
| 2016    | 7  | 3  |
| 2017    | 6  | 0  |
| 2018    | 2  | 1  |
| المجموع | 90 | 14 |

#### الأهداف الدولية
قائمة الأهداف والنتائج مع منتخب كرواتيا الأول.
| إيفان راكيتيتش – أهدافه مع كرواتيا | إيفان راكيتيتش – أهدافه مع كرواتيا | إيفان راكيتيتش – أهدافه مع كرواتيا                  | إيفان راكيتيتش – أهدافه مع كرواتيا | إيفان راكيتيتش – أهدافه مع كرواتيا | إيفان راكيتيتش – أهدافه مع كرواتيا | إيفان راكيتيتش – أهدافه مع كرواتيا |
| #                                  | التاريخ                            | المكان                                              | الخصم                              | الهدف                              | النتيجة                            | المسابقة                           |
| ---------------------------------- | ---------------------------------- | --------------------------------------------------- | ---------------------------------- | ---------------------------------- | ---------------------------------- | ---------------------------------- |
| 1                                  | 12 سبتمبر 2007                     | ملعب كومونال أندورا لا فيلا، أندورا لا فيلا، أندورا | أندورا                             | 6–0                                | 6–0                                | تصفيات بطولة أمم أوروبا 2008       |
| 2                                  | 20 أغسطس 2008                      | ليودسكي فرت، ماريبور، سلوفينيا                      | سلوفينيا                           | 1–1                                | 3–2                                | ودية                               |
| 3                                  | 20 أغسطس 2008                      | ليودسكي فرت، ماريبور، سلوفينيا                      | سلوفينيا                           | 3–2                                | 3–2                                | ودية                               |
| 4                                  | 15 أكتوبر 2008                     | ملعب ماكسيمير، زغرب، كرواتيا                        | أندورا                             | 1–0                                | 4–0                                | تصفيات كأس العالم 2010             |
| 5                                  | 15 أكتوبر 2008                     | ملعب ماكسيمير، زغرب، كرواتيا                        | أندورا                             | 4–0                                | 4–0                                | تصفيات كأس العالم 2010             |
| 6                                  | 11 فبراير 2009                     | ملعب ستيوا، بوخارست، رومانيا                        | رومانيا                            | 1–1                                | 2–1                                | ودية                               |
| 7                                  | 5 سبتمبر 2009                      | ملعب ماكسيمير، زغرب، كرواتيا                        | بيلاروس                            | 1–0                                | 1–0                                | تصفيات كأس العالم 2010             |
| 8                                  | 23 مايو 2010                       | ملعب سيتي غاردن، أوسييك، كرواتيا                    | ويلز                               | 1–0                                | 2–0                                | ودية                               |
| 9                                  | 12 أكتوبر 2012                     | فيليب الثاني أرينا، إسكوبية، مقدونيا                | مقدونيا                            | 2–1                                | 2–1                                | تصفيات كأس العالم 2014             |
| 10                                 | 10 أكتوبر 2015                     | ملعب ماكسيمير، زغرب، كرواتيا                        | بلغاريا                            | 2–0                                | 3–0                                | تصفيات بطولة أمم أوروبا 2016       |
| 11                                 | 4 يونيو 2016                       | ملعب روجيفيكا ، رييكا، كرواتيا                      | سان مارينو                         | 7–0                                | 10–0                               | ودية                               |
| 12                                 | 17 يونيو 2016                      | ملعب سيتي غاردن، سانت إتيان، فرنسا                  | جمهورية التشيك                     | 2–0                                | 2–2                                | بطولة أمم أوروبا 2016              |
| 13                                 | 5 سبتمبر 2016                      | ملعب ماكسيمير، زغرب، كرواتيا                        | تركيا                              | 1–0                                | 1–1                                | تصفيات كأس العالم 2018             |
| 14                                 | 27 مارس 2018                       | ملعب دالاس كاوبويز، أرلينغتون، الولايات المتحدة     | المكسيك                            | 1–0                                | 1–0                                | ودية                               |

## الإنجازات

### النادي
بازل.
- كأس سويسرا (1): 2006–07.

إشبيلية
- الدوري الأوروبي (2): 2013–14، 2022–23.

برشلونة
- الدوري الإسباني (4): 2014–15، 2015–16، 2017–18، 2018–19.
- كأس ملك إسبانيا (4): 2014–15، 2015–16، 2016–17، 2017–18.
- كأس السوبر الإسباني (2): 2016، 2018.
- دوري أبطال أوروبا (1): 2014–15.
- كأس السوبر الأوروبي (1): 2015.
- كأس العالم للأندية (1): 2015.

### المنتخب
- كأس العالم: الوصيف (1): 2018.

### الفردية
- دوري السوبر السويسري أفضل لاعب شاب في السنة (1): 2006–07.[14]
- دوري السوبر السويسري هدف الموسم (1): 2006–07.[14]
- جائزة اللعب النظيف (1): 2013–14.[15]
- لاعب الشهر في الدوري الإسباني (1): يناير 2014.[16]
- الدوري الأوروبي رجل المباراة في النهائي (1): 2014.[17]
- الدوري الإسباني فريق الموسم (2): 2013–14،[18] 2014–15.[19]
- الدوري الأوروبي فريق الموسم (1): 2013–14.[20]
- دوري أبطال أوروبا فريق الموسم (1): 2014–15.[21]
- أفضل لاعب كرواتي في العام (1): 2015.[22][23]
- فيفبرو الفريق الرابع (1): 2016.[24]
- فيفبرو الفريق الخامس (1): 2015.[25]

## وصلات خارجية
- إيفان راكيتيتش على موقع IMDb (الإنجليزية)
- إيفان راكيتيتش على موقع قاعدة بيانات الفيلم (الإنجليزية)
- إيفان راكيتيتش على موقع الاتحاد الدولي (مؤرشف)  (الإنجليزية)
- إيفان راكيتيتش على موقع الاتحاد الأوربي (الإنجليزية)
- إيفان راكيتيتش على موقع اتحاد كرواتيا (الكرواتية)
- إيفان راكيتيتش على موقع قاعدة بيانات كرة القدم.إي يو (الإنجليزية)
- إيفان راكيتيتش على موقع بيانات كرة القدم. دي إي (الألمانية)
- إيفان راكيتيتش على موقع ليكيب (الفرنسية)
- إيفان راكيتيتش على موقع ناشيونال فوتبول تيمز (الإنجليزية)
- إيفان راكيتيتش على موقع Soccerbase.com (لاعب) (الإنجليزية)
- إيفان راكيتيتش على موقع Soccerway.com (الإنجليزية)
- إيفان راكيتيتش على موقع عالم كرة القدم.نت (الإنجليزية)